# Popular (singel The Veronicas)
Popular – piosenka electropop stworzona przez Beni Barcę, Toby’ego Gada, Jessicę Origliasso i Lisę Origliasso na drugi album studyjny australijskiego duetu The Veronicas, Hook Me Up (2007). Wyprodukowany przez Gada, utwór wydany został jako piąty, a zarazem finalny singel promujący krążek dnia 11 października 2008 w Australii, jedynie w formacie digital download.

## Informacje o singlu
„Popular” oficjalnie wydany został dnia 11 października 2008 jedynie w formatach digital download oraz airplay. Jest to zarazem ostatni singel promujący wydawnictwo Hook Me Up oraz pierwszy w karierze zespołu, który nie znalazł się na notowaniu najczęściej sprzedawanych singli w Australii. Piosenka utrzymana w szybkim stylu o brzmieniach techno-house opowiada o byciu uprzywilejowanym ze względu na sławę. W jednym z wywiadów wokalistki wyznały, iż jest to jedna z pierwszych piosenek w której wokalistka rapuje.
Kompozycja zyskała zróżnicowane opinie profesjonalnych recenzentów muzycznych. K. Ross Hoffman, przedstawiciel AllMusic stwierdził, że „na wpół zarapowana piosenka, która obnaża przywileje sław oraz uwydatnia australijski akcent bliźniaczek, wyszła znakomicie”. Evan Sawdey, recenzent portalu PopMatters opisuje utwór jako „świetnie kiczowaty, który z pewnością zapełnia parkiety w każdym klubie swoją melodią i wykazuje że album Hook Me Up jest pełen momentów wartych uwagi”. Sheena Lyonais z CHARTAttack wydała negatywną recenzję piosenkom „Popular” oraz „Take Me on the Floor”, uzasadniając swoje zdanie stwierdzeniem, iż utwory te to „bezsprzecznie kompozycje na prywatki, jednakże niemożliwe do uszanowania”. Michael Rascua, recenzent witryny internetowej TheCelebrityCafe.com, stwierdził, że „Popular” brzmi jak „jedna z piosenek Pussycat Dolls. Jest ona zdecydowanie materiałem na hit, lecz spodziewałem się takiej pozycji od Pussycat Dolls, Danity Kane czy nawet Girlicious”.
Singel nie był promowany teledyskiem.

## Listy utworów i formaty singla
Australijski singel iTunes
1. „Popular” – 2:45

## Pozycje na listach
| Lista przebojów (2008)       | Najwyższa pozycja |
| ---------------------------- | ----------------- |
| Australia ARIA Airplay Chart | 11                |